# Six (Band)
Six war eine deutsche Rockband. Gegründet wurde sie 1992 in Jüterbog in Brandenburg, ihr Debütalbum Six Appeal erschien im Jahr 2001.

## Bandgeschichte
Die Band ging aus dem Country-Duo Scout der beiden Gesangsstimmen Stefan Krähe und Jochen Riemann hervor.

## Stil
Musikalisch einzuordnen war die Band im Bereich des Rock mit eigenen deutschsprachigen Texten. Erweitert wurden die Auftritte durch Darbietungen von zumeist international bekannten englischsprachigen Songs anderer Künstler.
Ihre Konzerte begannen hauptsächlich in der Spreewaldregion und später in ganz Brandenburg, Berlin und Sachsen. Nach den Veröffentlichungen der ersten beiden Alben und einigen Singleauskopplungen steigerte sich ihre Popularität. Eine besondere Tradition waren die Six-Geburtstagkonzerte, die meistens gemeinsam mit befreundeten Musikern stattfanden. Zu ihrem 12. Geburtstag veranstaltete Six ein Konzert mit der Kelly Family in Jüterbog. Angelo Kelly tourte danach ein halbes Jahr als Schlagzeuger mit der Band durch die neuen Bundesländer. Zum 17. Geburtstag im Jahr 2009 spielten Six gemeinsam mit dem Leipziger Kammerorchester in Lübben.
Die erste deutschlandweite Aufmerksamkeit erhielten die Musiker für die erste Singleauskopplung des dritten Albums Gefallene Engel (F.A.M.E. Artist Recordings/Sony Distribution, erschienen im Juni 2009). Der Song Geiler isses hier ist eine Bleibehymne für alle Menschen, die aus wirtschaftlichen Gründen ihre Heimat verlassen mussten. Der Song war außerdem die Stadionhymne des FC Energie Cottbus.
Höhere Bekanntheit erreichten sie auch mit dem Titel Eiskalt, der als Einlaufmusik der Berliner Eisbären dient. Der Song wurde am 5. September 2009 während eines Spiels der Berliner Eisbären in der O2 World Berlin von Six live vorgestellt.
Am 28. Oktober 2011 spielten Six ihr 2.222 Konzert in der Stadthalle in Cottbus und veröffentlichten gleichzeitig das vierte Studioalbum Narben und Souvenirs, diesmal bei F.A.M.E. Artist Recordings/Sony Distribution. Am 25. Juli 2014 erschien das fünfte Studioalbum Gebrannte Kinder.
Die Band löste sich am 4. November 2017 nach dem 25. Bandjubiläum und einem letzten Konzert auf. Seitdem treten Robert Gläser unter seinem bürgerlichen Namen und als „Krähe“ getrennt und mit eigenen Songs auf. Mit Andreas Giersch (Keyboard) und Jürgen Schötz (Schlagzeug) spielen zwei ehemalige Six-Musiker in Stefan Krähes Band. Krähes neue Band ergänzt sich durch den Gitarristen Martin Kotte und den Bassisten Johannes Dill. Am 17. Juni 2022 spielte Stefan Krähe in Berlin auf dem sogenannten „Deutschlandkongress“ von Ralph T. Niemeyer vor dem Reichstag, einer Versammlung, an der auch Reichsbürger und Holocaustleugner anwesend waren. Auf dem YouTube-Kanal InfraRot wurde am 17. Juni 2022 ein Mitschnitt veröffentlicht. Im Tagesspiegel erschien am 24. Juni ein Artikel, in dem Stefan Krähe Aussagen von Reichsbürgern zugeschrieben werden. Krähe veröffentlichte am 3. Juli 2022 eine Gegendarstellung auf seiner Facebookseite. Demzufolge habe sich Krähe „noch nie in meinem Leben wie ein Antisemit, Reichsbürger oder Rechtsextremer geäußert und ich werde es auch nicht“ Die Vorwürfe wurden am 8. Juli 2022, im Vorfeld des „Rock meets Classic“ Konzert, in Ruhland, von der Lausitzer Rundschau thematisiert.

## Diskografie

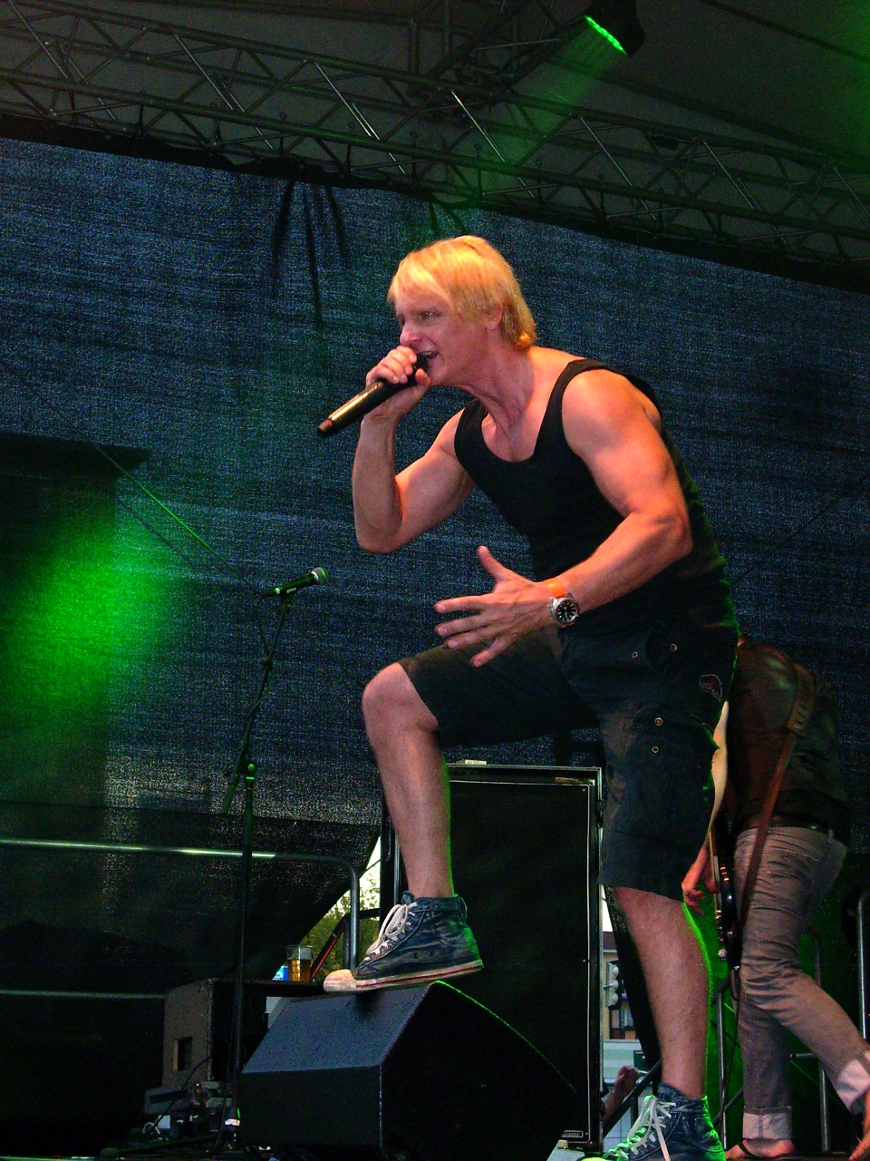
Frontmann Stefan Krähe 2013

### Studioalben
- 2001: Six Appeal
- 2002: Sixth Sense
- 2009: Gefallene Engel (F.A.M.E. Artist Recordings/Sony Distribution)
- 2011: Narben und Souvenirs (F.A.M.E. Artist Recordings/Sony Distribution)
- 2014: Gebrannte Kinder (2 Krieger Music UG)
- 2017: Best Of (2 Krieger Music)

### Live-Alben
- 2005: Six Live (DVD)
- 2015: SIX goes ClasSIX (DVD)

### Singles
- 1996: Keine Wunder
- 1997: Lisa
- 2000: So viel mehr noch
- 2002: Warum bist du gegangen
- 2007: Erzgebirgshymne
- 2008: Geiler isses hier
- 2008: In Flammen